# Општина Емпалме (Сонора)
Емпалме (шп. Empalme) општина је у Мексику у савезној држави Сонора. Општина се налази на надморској висини од 1 м.

## Становништво
Према подацима из 2010. у општини је живело 54131 становника.

### Хронологија
| Година       | 2000                  | 2005                  | 2010                  |
| ------------ | --------------------- | --------------------- | --------------------- |
| Становништво | 49987 (24809 / 25178) | 50663 (25087 / 25576) | 54131 (26996 / 27135) |

### Попис
| \| \| м \| \| \| ж \| \| 0—2 \| 1.428 \| \| \| 1.474 \| \| 3—5 \| 1.573 \| \| \| 1.464 \| \| 6—11 \| 3.292 \| \| \| 3.250 \| \| 12—14 \| 1.668 \| \| \| 1.566 \| \| 15—17 \| 1.620 \| \| \| 1.497 \| \| 18—24 \| 3.279 \| \| \| 3.200 \| \| 60+ \| 2.634 \| \| \| 2.795 \| \| Просек : \| 29,4 \| \| \| 30,0 \| |       |  |  |       |
| |       |  |  |       |
| | м     |  |  | ж     |
| 0—2 | 1.428 |  |  | 1.474 |
| 3—5 | 1.573 |  |  | 1.464 |
| 6—11 | 3.292 |  |  | 3.250 |
| 12—14 | 1.668 |  |  | 1.566 |
| 15—17 | 1.620 |  |  | 1.497 |
| 18—24 | 3.279 |  |  | 3.200 |
| 60+ | 2.634 |  |  | 2.795 |
| Просек : | 29,4  |  |  | 30,0  |

| #   | Индикатор                                                                                        | Вредност |
| --- | ------------------------------------------------------------------------------------------------ | -------- |
| 1   | Становништво од 0 до 2 године                                                                    | 2902     |
| 2   | Мушко становништво од 0 до 2 године                                                              | 1428     |
| 3   | Женско становништво од 0 до 2 године                                                             | 1474     |
| 4   | Становништво са 3 и више година                                                                  | 51008    |
| 5   | Мушко становништво са 3 и више година                                                            | 25458    |
| 6   | Женско становништво са 3 и више година                                                           | 25550    |
| 7   | Становништво са 5 и више година                                                                  | 48929    |
| 8   | Мушко становништво са 5 и више година                                                            | 24388    |
| 9   | Женско становништво са 5 и више година                                                           | 24541    |
| 10  | Становништво са 12 и више година                                                                 | 41429    |
| 11  | Мушко становништво са 12 и више година                                                           | 20593    |
| 12  | Женско становништво са 12 и више година                                                          | 20836    |
| 13  | Становништво са 15 и више година                                                                 | 38195    |
| 14  | Мушко становништво са 15 и више година                                                           | 18925    |
| 15  | Женско становништво са 15 и више година                                                          | 19270    |
| 16  | Становништво са 18 и више година                                                                 | 35078    |
| 17  | Мушко становништво са 18 и више година                                                           | 17305    |
| 18  | Женско становништво са 18 и више година                                                          | 17773    |
| 19  | Становништво од 3 до 5 година                                                                    | 3037     |
| 20  | Мушко становништво од 3 до 5 година                                                              | 1573     |
| 21  | Женско становништво од 3 до 5 година                                                             | 1464     |
| 22  | Становништво од 6 до 11 година                                                                   | 6542     |
| 23  | Мушко становништво од 6 до 11 година                                                             | 3292     |
| 24  | Женско становништво од 6 до 11 година                                                            | 3250     |
| 25  | Становништво од 8 до 14 година                                                                   | 7615     |
| 26  | Мушко становништво од 8 до 14 година                                                             | 3865     |
| 27  | Женско становништво од 8 до 14 година                                                            | 3750     |
| 28  | Становништво од 12 до 14 година                                                                  | 3234     |
| 29  | Мушко становништво од 12 до 14 година                                                            | 1668     |
| 30  | Женско становништво од 12 до 14 година                                                           | 1566     |
| 31  | Становништво од 15 до 17 година                                                                  | 3117     |
| 32  | Мушко становништво од 15 до 17 година                                                            | 1620     |
| 33  | Женско становништво од 15 до 17 година                                                           | 1497     |
| 34  | Становништво од 18 до 24 године                                                                  | 6479     |
| 35  | Мушко становништво од 18 до 24 године                                                            | 3279     |
| 36  | Женско становништво од 18 до 24 године                                                           | 3200     |
| 37  | Женско становништво од 15 до 49 година                                                           | 13854    |
| 38  | Становништво са 60 и више година                                                                 | 5429     |
| 39  | Мушко становништво са 60 и више година                                                           | 2634     |
| 40  | Женско становништво са 60 и више година                                                          | 2795     |
| 41  | Однос између мушкараца и жена                                                                    | 99.49    |
| 42  | Становништво од нуле до 14 година                                                                | 15715    |
| 43  | Становништво од 15 до 64 године                                                                  | 34333    |
| 44  | Становништво од 65 година и више                                                                 | 3862     |
| 45  | Просечан број деце                                                                               | 2.47     |
| 46  | Становништво рођено у ентитету                                                                   | 45907    |
| 47  | Мушко становништво рођено у ентитету                                                             | 22886    |
| 48  | Женско становништво рођено у ентитету                                                            | 23021    |
| 49  | Становништво рођено у другом ентитету                                                            | 7372     |
| 50  | Мушко становништво рођено у другом ентитету                                                      | 3649     |
| 51  | Женско становништво рођено у другом ентитету                                                     | 3723     |
| 52  | Становништво од 5 година и више резидентно у ентитету у јуну 2005. године                        | 47054    |
| 53  | Мушко становништво старосног доба од 5 година и више, резидентно у ентитету у јуну 2005. године  | 23335    |
| 54  | Женско становништво старосног доба од 5 и више година, резидентно у ентитету у јуну 2005. године | 23719    |
| 55  | Становништво од 5 година и више које је живело у другом ентитету у јуну 2005. године             | 882      |
| 56  | Мушко становништво старије од 5 година које је живело у другом ентитету у јуну 2005. године      | 448      |
| 57  | Женско становништво старије од 5 година које је живело у другом ентитету у јуну 2005. године     | 434      |
| 58  | Становништво од 3 године и више које говори аутохтони језик                                      | 395      |
| 59  | Мушко становништво старо 3 године и више које говори аутохтони језик                             | 258      |
| 60  | Женско становништво старо 3 године и више које говори аутохтони језик                            | 137      |
| 61  | Становништво од 3 године и више које говори аутохтони језик и не говори шпански језик            | 5        |
| 62  | Мушко становништво старо 3 године и више које говори аутохтони језик и не говори шпански         | 2        |
| 63  | Женско становништво старо 3 године и више које говори аутохтони језик и не говори шпански језик  | 3        |
| 64  | Становништво старо 3 године и више које говори аутохтони језик и шпански                         | 334      |
| 65  | Мушко становништво старо 3 године и више које говори аутохтони језик и шпански                   | 225      |
| 66  | Женско становништво старо 3 године и више које говори аутохтони језик и шпански                  | 109      |
| 67  | Становништво од 5 година и више које говори аутохтони језик                                      | 390      |
| 68  | Становништво од 5 година и више које говори аутохтони језик и не говори шпански језик            | 5        |
| 69  | Становништво од 5 година и више које говори аутохтони језик и говори шпански језик               | 333      |
| 70  | Становништво у домородачким домаћинствима                                                        | 925      |
| 71  | Становништво са ограничењима у активностима                                                      | 2987     |
| 72  | Становништво са ограниченим ходањем или кретањем, горе или доле                                  | 1776     |
| 73  | Становници са ограничењима вида, чак и уз кориштење сочива                                       | 711      |
| 74  | Становништво са ограничењима говора, комуникације или конверзације                               | 262      |
| 75  | Становништво са ограниченим слухом                                                               | 270      |
| 76  | Становништво са ограничењима при одевању, купању или јелу                                        | 171      |
| 77  | Становништво са ограничењима у опажању или учењу једноставних ствари                             | 111      |
| 78  | Становништво са менталним ограничењима                                                           | 263      |
| 79  | Становништво без ограничења активности                                                           | 50603    |
| 80  | Становништво од 3 до 5 година које не похађа школу                                               | 1762     |
| 81  | Мушко становништво од 3 до 5 година које не похађа школу                                         | 918      |
| 82  | Женско становништво од 3 до 5 година које не похађа школу                                        | 844      |
| 83  | Становништво од 6 до 11 година које не похађа школу                                              | 153      |
| 84  | Мушко становништво од 6 до 11 година које не похађа школу                                        | 82       |
| 85  | Женско становништво од 6 до 11 година које не похађа школу                                       | 71       |
| 86  | Становништво од 12 до 14 година које не похађа школу                                             | 169      |
| 87  | Мушко становништво од 12 до 14 година које не похађа школу                                       | 108      |
| 88  | Женско становништво од 12 до 14 година које не похађа школу                                      | 61       |
| 89  | Становништво од 15 до 17 година похађа школу                                                     | 2176     |
| 90  | Мушко становништво од 15 до 17 година похађа школу                                               | 1088     |
| 91  | Женско становништво између 15 и 17 година живота у школи                                         | 1088     |
| 92  | Становништво од 18 до 24 године похађа школу                                                     | 1846     |
| 93  | Мушко становништво од 18 до 24 године похађа школу                                               | 938      |
| 94  | Женско становништво од 18 до 24 године похађа школу                                              | 908      |
| 95  | Становништво од 8 до 14 година које не може да чита и пише                                       | 148      |
| 96  | Мушко становништво старосног доба од 8 до 14 година које не може да чита и пише                  | 91       |
| 97  | Женско становништво старосног доби од 8 до 14 година које не може да чита и пише                 | 57       |
| 98  | Становништво од 15 година и више које је неписмено                                               | 1253     |
| 99  | Мушко становништво од 15 година и више које је неписмено                                         | 612      |
| 100 | Женско становништво од 15 година и више које је неписмено                                        | 641      |
| 101 | Становништво старо 15 и више година без школовања                                                | 1611     |
| 102 | Мушко становништво старо 15 и више година без школовања                                          | 820      |
| 103 | Женско становништво старо 15 и више година без школовања                                         | 791      |
| 104 | Становништво старосног доба 15 и више година са непотпуним основним образовањем                  | 3995     |
| 105 | Мушко становништво старосног доба од 15 година и више са непотпуном основним образовањем         | 1999     |
| 106 | Женско становништво старосног доба 15 и више година са непотпуном основним образовањем           | 1996     |
| 107 | Становништво старо 15 и више година са комплетним основним образовањем                           | 5552     |
| 108 | Мушко становништво старо 15 година и више са комплетним основним образовањем                     | 2798     |
| 109 | Женско становништво старо 15 и више година са комплетним основним образовањем                    | 2754     |
| 110 | Становништво старосног доба 15 и више година са непотпуним средњим образовањем                   | 2205     |
| 111 | Мушко становништво старосног доба од 15 година и више са непотпуним средњим образовањем          | 1261     |
| 112 | Женско становништво старосног доба од 15 година и више са непотпуним средњим образовањем         | 944      |
| 113 | Становништво старо 15 и више година са пуним секундарном образовањем                             | 10453    |
| 114 | Мушко становништво старосног доба од 15 година и више са пуним секундарном образовањем           | 5122     |
| 115 | Женско становништво старосног доба од 15 година и више са пуним секундарном образовањем          | 5331     |
| 116 | Становништво старије од 18 година са постосновним образовањем                                    | 12627    |
| 117 | Мушко становништво старије од 18 година са постосновним образовањем                              | 6130     |
| 118 | Женско становништво старије од 18 година са постосновним образовањем                             | 6497     |
| 119 | Просечна оцена школовања                                                                         | 8.92     |
| 120 | Просечан ниво образовања мушке популације                                                        | 8.85     |
| 121 | Просечан ниво образовања женског становништва                                                    | 8.97     |
| 122 | Економски активно становништво                                                                   | 21548    |
| 123 | Економски активна мушка популација                                                               | 14184    |
| 124 | Економски активна женска популација                                                              | 7364     |
| 125 | Становништво које није економски активно                                                         | 19714    |
| 126 | Мушко становништво које није економски активно                                                   | 6285     |
| 127 | Женско становништво које није економски активно                                                  | 13429    |
| 128 | Запослено становништво                                                                           | 20279    |
| 129 | Запослено мушко становништво                                                                     | 13201    |
| 130 | Запослено женско становништво                                                                    | 7078     |
| 131 | Незапослена популација                                                                           | 1269     |
| 132 | Незапослена мушка популација                                                                     | 983      |
| 133 | Незапослена женска популација                                                                    | 286      |
| 134 | Становништво без права на здравствене услуге                                                     | 11620    |
| 135 | Становништво које има право на здравствене услуге                                                | 42169    |
| 136 | Становништво које има право на ИМСС                                                              | 28192    |
| 137 | Становништво које има право на социјално осигурање                                               | 2487     |
| 138 | Становништво које има право на државно социјално осигурање                                       | 1612     |
| 139 | Становништво које има право на опште осигурање или здравствено осигурање за нову генерацију      | 9238     |
| 140 | Становништво које је било једном или није било у браку током 12 година и више                    | 13423    |
| 141 | Венчано или уједињено становништво од 12 година и више                                           | 22636    |
| 142 | Становништво које је било у браку или уједињено 12 година и више                                 | 5260     |
| 143 | Становништво са католичком религијом                                                             | 42769    |
| 144 | Протестанти, еванђелисти и библијски следбеници различити од еванђелиста                         | 5521     |
| 145 | Становништво са другим религијама различитим од претходних                                       | 14       |
| 146 | Становништво без религије                                                                        | 5223     |
| 147 | Укупно пописаних домаћинства                                                                     | 14297    |
| 148 | Пописна домаћинства на челу са мушкарцима                                                        | 10272    |
| 149 | Пописна домаћинства на челу са женама                                                            | 4025     |
| 150 | Становништво у пописним домаћинствима                                                            | 53777    |
| 151 | Становништво у пописним домаћинствима на челу са мушкарцима                                      | 39766    |
| 152 | Становништво у пописним домаћинствима на челу са женама                                          | 14011    |
| 153 | Укупно домаћинстава                                                                              | 17187    |
| 154 | Укупно насељених домаћинстава                                                                    | 14370    |
| 155 | Укупно приватних кућа                                                                            | 17114    |
| 156 | Насељени приватни домови                                                                         | 14297    |
| 157 | Укупно насељених приватних кућа                                                                  | 14366    |
| 158 | Ненасељене приватне куће                                                                         | 2196     |
| 159 | Појединачна домаћинства за привремену употребу                                                   | 621      |
| 160 | Становници у насељеним приватним кућама                                                          | 53777    |
| 161 | Насељеност станара у приватним становима                                                         | 3.76     |
| 162 | Просечно становника по соби у приватним насељеним домаћинствима                                  | 1        |
| 163 | Појединачна домаћинства са подовима од различитих материјала од земље                            | 13371    |
| 164 | Појединачна домаћинства у приземљу                                                               | 884      |
| 165 | Појединачна домаћинства са једном спаваћом собом                                                 | 5285     |
| 166 | Појединачна домаћинства са две спаваће собе и више                                               | 8982     |
| 167 | Појединачна домаћинства са једним собом                                                          | 841      |
| 168 | Појединачна домаћинства са две собе                                                              | 2155     |
| 169 | Појединачна домаћинства са 3 собе и више                                                         | 11248    |
| 170 | Појединачна домаћинства која имају електрично светло                                             | 14029    |
| 171 | Појединачна домаћинства која немају електрично светло                                            | 239      |
| 172 | Појединачна домаћинства која имају водоводну воду у стамбеном простору                           | 13769    |
| 173 | Појединачна домаћинства која немају водоводну воду у стамбеном простору                          | 472      |
| 174 | Појединачна домаћинства која имају тоалет                                                        | 13863    |
| 175 | Појединачна домаћинства која имају канализацију                                                  | 12057    |
| 176 | Појединачна домаћинства која немају канализацију                                                 | 2175     |
| 177 | Појединачна домаћинства која имају електрично светло, довод воде из јавне мреже и канализацију   | 11761    |
| 178 | Појединачна домаћинства без икаквих услова                                                       | 159      |
| 179 | Појединачна домаћинства која имају радио                                                         | 11267    |
| 180 | Појединачна домаћинства која имају телевизор                                                     | 13723    |
| 181 | Појединачна домаћинства која имају фрижидер                                                      | 13295    |
| 182 | Појединачна домаћинства која имају машину за веш                                                 | 10005    |
| 183 | Појединачна домаћинства која имају аутомобил или комби                                           | 7737     |
| 184 | Појединачна домаћинства која имају рачунар                                                       | 4407     |
| 185 | Појединачна домаћинства која имају фиксну телефонску линију                                      | 6008     |
| 186 | Појединачна домаћинства која имају мобилни телефон                                               | 10616    |
| 187 | Појединачна домаћинства која имају приступ интернету                                             | 3175     |